# Baumburg (Altenmarkt an der Alz)
Baumburg ist ein Gemeindeteil von Altenmarkt an der Alz im oberbayerischen Landkreis Traunstein. Das Pfarrdorf liegt wenig südwestlich von Altenmarkt auf dem Mündungssporn zwischen Traun und Alz.

## Bevölkerungsentwicklung
| Jahr      | 1871 | 1925 | 1950 | 1970 | 1987 |
| Einwohner | 82   | 104  | 127  | 67   | 38   |

## Baudenkmäler

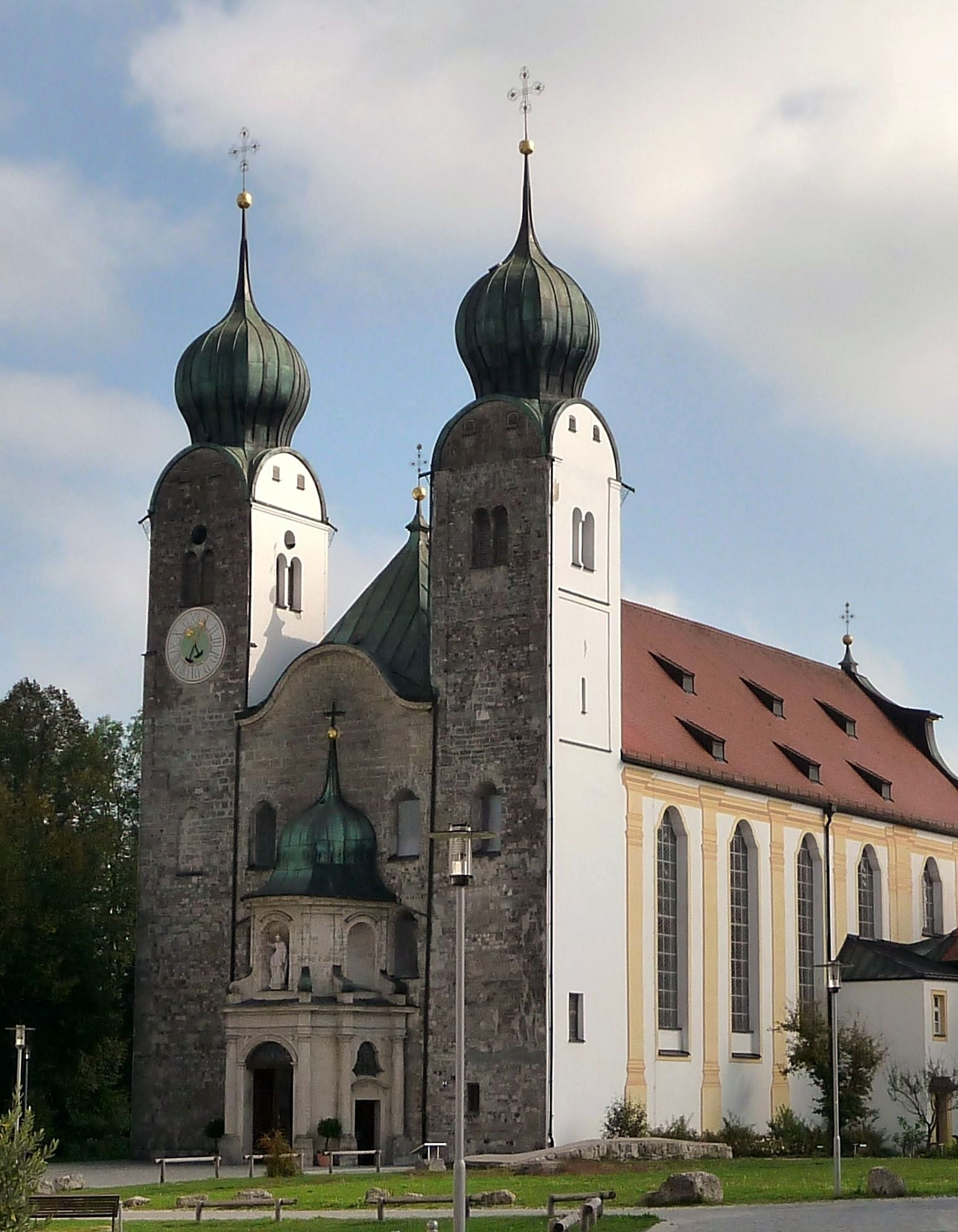
Ehemalige Klosterkirche (2009)

Siehe auch: Liste der Baudenkmäler in Baumburg
- Kloster Baumburg,
- Kirche St. Margareta.

## Bodendenkmäler
Siehe auch: Liste der Bodendenkmäler in Altenmarkt an der Alz
- Burg Baumburg,
- Burgstall Blickenberg.